# Paquita Ors
Francisca Ors Jarrín (Valencia, 18 de febrero de 1928 - 10 de enero de 2025), conocida como Paquita Ors, fue una empresaria y farmacéutica española, pionera de la cosmética en España.

## Trayectoria
Su madre la envió a estudiar a Granada con su hermano, Francisco Ors, para que le hiciera compañía. Se licenció en Farmacia por la Universidad de Granada con la especialidad de Principios Activos Vegetales.  Allí conoció a Julio Palazón, de Aragón y que dirigía un laboratorio, con quien se acabó casando. 
Desarrolló una serie de productos basados en plantas de la huerta valenciana después de analizar el deterioro que sufría en la piel la gente del campo, los pescadores de la Albufera y los obreros de los astilleros, y para los que quería que tuvieran productos asequibles.
Cuando su hijo Jerónimo fue mayor de edad, Ors se separó de su marido y montó su propia farmacia a finales de los años 50, donde daba cursos de educación sexual. Se trasladó a Zaragoza al comienzo de la década de los 60. En 1988 fundó Cosméticos Paquita Ors, una empresa que nació con la vocación de dar rigor y seriedad al mundo de la cosmética, al mismo tiempo que intentaba "socializar" la cosmética de más alto nivel al gran público.
A finales de los ochenta comenzó una intensa actividad como asesora de imagen, llevando a importantes figuras nacionales del mundo político y empresarial. Una tarea donde aprovechó sus profundos conocimientos del cuidado de la piel y de los medios de comunicación.
Durante un año presentó su propio programa de cosmética en TVE1, con gran éxito de audiencia.
Ors colaboró asiduamente con diversos medios de comunicación divulgando sus conocimientos de cosmética y los aspectos más importantes de la salud de la piel.
Fue la creadora de más de 700 fórmulas magistrales y estuvo en activo hasta los 89 años. Su empresa cuenta con varias tiendas en Madrid, Valencia, Barcelona y Zaragoza, que desarrollan su filosofía humanista y científica.

## Reconocimientos
El Colegio Oficial de Farmacéuticos de Zaragoza la reconoció como Farmacéutica de Honor en el año 2001.
El Gobierno de Aragón le concedió la Medalla al Mérito Profesional en el año 2003 por su liderazgo empresarial y sus aportaciones al campo de la cosmética.
En 2011, el Consejo General de Colegios Oficiales de Farmacéuticos le otorgó su Medalla, máximo galardón de la profesión farmacéutica a nivel nacional. Ese mismo año, el Club de opinión La Sabina le entregó el premio Sabina de Oro por toda su trayectoria en defensa de los derechos de la mujer y de la incorporación de esta en los ámbitos científicos y profesionales.
En 2024, fue elegida como una de las 25 personas más influyentes de España en ciencia y tecnología.